# Rejon miezieński
Rejon miezieński (ros. Мезенский район) – rejon w północnej Rosji, w obwodzie archangielskim.

## Położenie
Rejon, tak jak cały obwód archangielski, leży w północno-wschodniej Europie, na terenie Niziny Wschodnioeuropejskiej.
Rejon miezieński leży w północnej części obwodu archangielskiego.

## Powierzchnia
Rejon ma powierzchnię 34,4 tys. km².
Teren ten stanowi równina, a znaczną jej część pokrywa tajga, złożona głównie z lasów świerkowych, w mniejszym stopniu – sosnowych, z niewielką domieszką innych gatunków: jodły, modrzewia i drzew liściastych (głównie brzozy). Na północy rejonu tajga przechodzi w lasotundrę.
Na obszarze rejonu znajdują się liczne rzeki i strumienie (należące do zlewiska Morza Białego), a także bagna i torfowiska.

## Ludność
Niemal całą populację rejonu stanowią Rosjanie. Żyje tu także pewna grupa rdzennej ludności zachodniej Syberii – Komiaków i Nieńców.
Większość ludności wyznaje prawosławie, istnieje także spora liczba niewierzących.
Liczba ludności rejonu szybko spada w wyniku niskiego przyrostu naturalnego i dużej emigracji zarobkowej do dużych miast, zwłaszcza Moskwy.
Ponieważ wyjeżdżają głównie ludzie młodzi, średnia wieku mieszkańców rejonu jest wysoka.

## Stolica
Ośrodkiem administracyjnym jest osiedle typu miejskiego Miezień, liczące 3843 mieszkańców (1 stycznia 2005 r.)

## Gospodarka
Gospodarka rejonu, po rozpadzie ZSRR pogrążona jest w kryzysie.
Podstawowymi źródłami utrzymania dla mieszkańców rejonu jest pozyskiwanie drewna dla potrzeb przemysłu i hodowla, a w mniejszym stopniu także zajęcia tradycyjne – myślistwo i rybołówstwo, a także rolnictwo. W większych ośrodkach osadniczych znajduje się drobny przemysł drzewny (lub celulozowo-papierniczy), a także niewielkie zakłady przemysłu spożywczego, zatrudniające po kilka-kilkanaście osób (jak piekarnie czy masarnie), produkujące głównie na rynek lokalny.
Z powodu surowego klimatu małe znaczenie w gospodarce rejonu odgrywa rolnictwo. Najczęściej uprawiane są zboża: głównie jęczmień i żyto, rzadziej owies, a także ziemniaki, rośliny pastewne, oraz niektóre szybko rosnące gatunki warzyw.
Hodowla obejmuje zarówno typowe zwierzęta gospodarskie: bydło, trzodę chlewną i drób, jak też zwierzęta futerkowe: lisy polarne (pieśce), tchórze i norki.

## Klimat
W rejonie panuje klimat umiarkowany chłodny, o charakterze kontynentalnym.
Zima jest długa i chłodna, lato – krótkie i średnio ciepłe.
W rejonie notuje się dość wysoki poziom opadów, głównie w postaci deszczu, którego największe nasilenie przypada na sierpień.